# Руска православна црква
Руска православна црква (рус. Русская православная церковь; црсл. Рꙋ́сскаѧ правосла́внаѧ цр҃ковь) или Московски патријархат (рус. Московский патриархат), јесте помјесна и аутокефална црква са достојанством патријаршије. Налази се на петом мјесту у диптиху.
На њеном челу стоји патријарх московски и све Русије.

## Назив
Руска православна црква званично постоји од покрштавања Руса у Кијеву за вријеме великог кнеза Владимира (988). Своју аутокефалност као митрополија је стекла 1448, а достојанство патријаршије 1589. године. Током тзв. синодалног периода (1721—1917) помјесна црква није имала званични назив већ је најчешће била позната као Православна руска црква или Руска православна црква (рус. Православная Российская Церковь или Российская Православная Церковь), а некада и као Православна грчко-руска црква (рус. Православная Греко-Российская Церковь).

## Устројство
Устројство Руске православне цркве је прописано Уставом Руске православне цркве, који је дефинише као „многонационалну помјесну аутокефалну цркву која се налази у вјерском јединству и молитвено-канонском заједницом са другим помјесним православним црквама“.
Од 17. маја 2007. године, након потписивања Акта о канонској заједници између Руске православне цркве и Руске православне заграничне цркве, Руска православна загранична црква је постала самоуправна јединица Руске православне цркве. У канонској зависности од Руске православне цркве се налази аутономна Јапанска православна црква и Кинеска православна црква.
Према Уставу Руске православне цркве, највиши органи црквене власти су Помјесни сабор, Архијерејски сабор и Свети синод на челу са патријархом, који врше законодавну, извршну и судску власт у оквиру својих надлежности.
Помјесни сабор може сазвати Архијерејски сабор или у изузетним случајевима патријарх и Свети синод. Помјесни сабор бира патријарха.
Архијерејски сабор чине сви епархијски и викарни архијереји. Према Уставу, сазива се једанпут у четири године. Архијерејски сабор је највиши црквени суд; суд прве и последње инстанце при догматским и канонским одступањима у раду патријарха московског и све Русије.
Патријарх је поглавар Руске православне цркве и има титулу „Његова светост патријарх московски и све Русије“. Он је први међу епископима Руске православне цркве, и његово име се спомиње на свим богослужењима у храмовима Руске православне цркве. Он је непосредни епархијски архијереј града Москве (Московска епархија) док се Московска област налази под непосредном управом патријарховог намјесника — митрополита крутицког и коломенског (Московска митрополија). Патријарх има општецрквене управне надлежности: заједно са Светим синодом сазива Архијерејски сабор, а у изузетним случајевима и Помјесни сабор, и предсједава на њима. Он сноси одговорност за извршавање одлука сабора и Светог синода, издаје указе о именовању епархијских архијереја, руководилаца синодалних установа, викарних архијереја, ректора духовних школа и других лица која именује Свети синод. Патријарх награђује архијереје титулама и највишим црквеним одличјима, награђује клирике и лаике црквеним признањима. Он је архимандрит (настојатељ) Тројице Сергијеве лавре и многих других манастира.
Патријарх представља и заступа Руску православну цркву пред другим поглаварима помјесних православних цркава извршавајући одлуке сабора или Светог синода, а може представљати Цркву у своје име. Он такође представља и заступа Руску православну цркву пред највишим органима државне власти и другим световним властима. Московска патријаршија је установа Руске православне цркве који обједињује све структуре којима непосредно руководи патријарх.
Свети синод се састоји из предсједника — патријарха, девет сталних и пет привремених чланова — епархијских архијереја.
Састав Руске православне цркве укључује:
- две аутономне цркве - Јапанска православна црква и Кинеска православна црква;
- једна самоуправна црква са правима широке аутономије - Украјинска православна црква;
- четири самоуправне цркве - Православна црква Молдавије, Летонска православна црква, Естонска православна црква, Руска православна загранична црква;
- три егзархата - Белоруска православна црква, Патријарашки егзархат југоисточне Азије, Патријарашки егзархат западне Европе;
- два митрополијска округа - Казахстански митрополијски округ (Православна црква Казахстана), Средњоазијски митрополијски округ (Православна црква средње Азије).

Основна територијална јединица је епархија на чијем челу стоји епархијски архијереј и која обједињује све парохије и манастире на њеној територији. Границе епархија одређује Свети синод. Органи епархијске управе су епархијска скупштина и епархијски савјет, помоћу којих архијереј управља епархијом.
Основна организациона јединица црквеног устројства је парохија која се састоји из клира и лаика (парохијана) обједињених у један храм. На челу парохије стоји настојатељ храма кога поставља епархијски архијереј. Органи парохијске управе су: парохијска скупштина на чијем челу стоји настојатељ храма, парохијски савјет (извршни орган, потчињен парохијском сабору и састоји се из предсједника — црквеног старца, његовог помоћника и благајника) и ревизорска комисија.